# Michael Hümmer
Michael Hümmer (* 7. August 1946) ist ein ehemaliger deutscher Fußballspieler.

## Spielerlaufbahn
Der auf der Position des Torwarts spielende gebürtige Franke Hümmer spielte zunächst für Bayern Hof. Zur Spielzeit 1967/68 schloss er sich dem zuvor aus der Bayernliga in die Regionalliga Süd aufgestiegenen SSV Jahn Regensburg an. In der Folgesaison wurde ihm jedoch mit Gyula Tóth ein starker Konkurrent vorgesetzt. 1969 vergrößerte sich dann durch die Verpflichtung des zuvor als Radenkovic-Stellvertreter beim Bundesligisten TSV 1860 München agierenden Anton Gigl der Konkurrenzdruck für ihn nochmals. Erst zur Spielzeit 1971/72, Tóth und Gigl hatten die Oberpfälzer zwischenzeitlich verlassen, sicherte er sich einen Stammplatz. Nachdem sein Verein 1974 den Gang zurück in die Bayernliga antreten musste, hielt er ihm die Treue. Bereits im Folgejahr stieg er mit seinen Mannschaftskameraden sodann unter der Führung des Trainers Aki Schmidt in die im Jahr zuvor neugegründete 2. Bundesliga Süd auf. Während sein Verein dort eher schwache Leistungen abrief und den Abstieg in der Premierensaison nur aufgrund des Mainzer Rückzugs verhindern konnte, wurde Hümmer seitens der Fachpresse in Form des Sport-Kurier zu einem der vier besten Spieler der Hinrunde gekürt. Nach dem Abstieg in der nachfolgenden Spielzeit wechselte er zum ebenfalls in der 2. Bundesliga antretenden Team der Trierer Eintracht. Für die Mannschaft aus dem Moseltal bestritt er noch 24 Begegnungen. Somit absolvierte in den Jahren 1975 bis 1979 insgesamt 91 Spiele in der 2. Fußball-Bundesliga.

## Nach der Karriere
Seit 1981 ist er mit seiner Familie als leitender Inhaber eines Werbemittelservice in Teugn ansässig.